# Totentempel der Hatschepsut
Der Totentempel der Hatschepsut stammt aus der 18. Dynastie und ist der am besten erhaltene Tempel in Deir el-Bahari am Westufer des Nil in Theben. Auffällig ist seine eigenwillige Architektur. Die Pylone sind durch offene Pfeilerhallen am Anfang je einer Terrasse ersetzt. Der gesamte Tempel ist aus Kalkstein errichtet.
Der gesamte Talkessel von Deir el-Bahari ist hauptsächlich den Göttern Hathor und Amun-Re geweiht, daneben auch Horus in Chemmis, Anubis, Amun und Iunmutef. Der Tempel wurde bis in ptolemäische Zeit genutzt. In koptischer Zeit entstand auf dem Tempel das Phoibammon-Kloster. Das Kloster wurde bis ins 11. Jahrhundert genutzt und von verschiedenen Bischöfen besucht. Der Totentempel der Hatschepsut ist ein sogenanntes Millionenjahrhaus.

## Geschichte

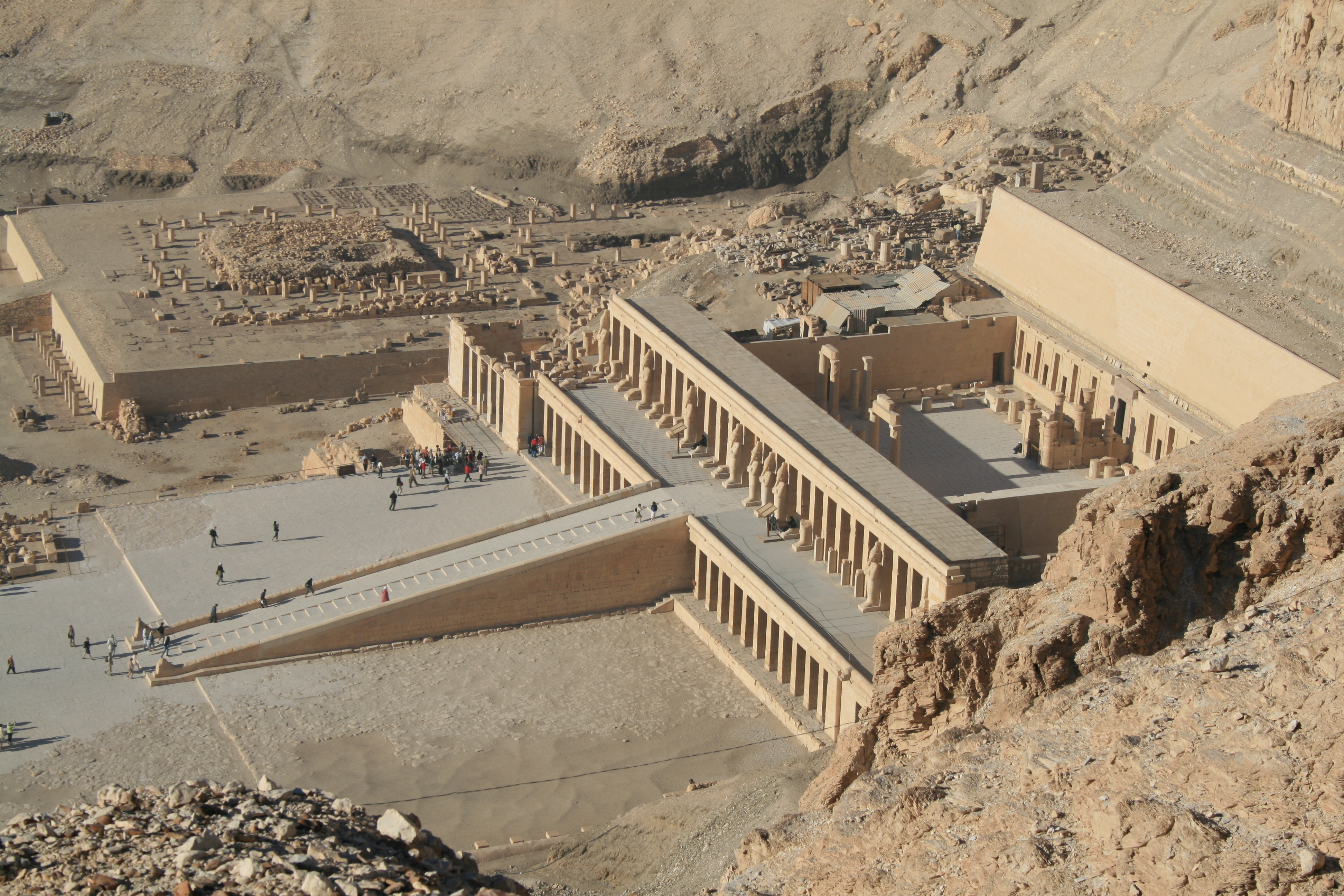
Totentempel der Hatschepsut

Der Tempel wurde innerhalb von ca. 15 Jahren vom 7. bis zum 22. Regierungsjahr Pharao Hatschepsuts erbaut. Der Haushofmeister Senenmut wird als Architekt angesehen, worauf verschiedene versteckte Darstellungen Senenmuts und das Vorhandensein des für ihn geplanten, unvollendeten Grabes (TT353) unter der ersten Terrasse deuten. Trotz der vielen Spekulationen um das Verhältnis zwischen Senenmut und Hatschepsut sind die genaue Stellung, die er am Hof innehatte und der Grund, warum er später doch nicht unter dem Tempel bestattet wurde, unbekannt. Neben Senenmut waren noch Hapuseneb, Nehesy, Djehuti, Minmose an der Errichtung des Tempels beteiligt, was durch Namenssteine belegt ist, die im Tempel und in den Rampen verbaut wurden. Während der Damnatio memoriae, von der auch Königin Hatschepsut betroffen war, wurde der Tempel stark zerstört. Viele Wanddarstellungen und Statuen wurden vernichtet.

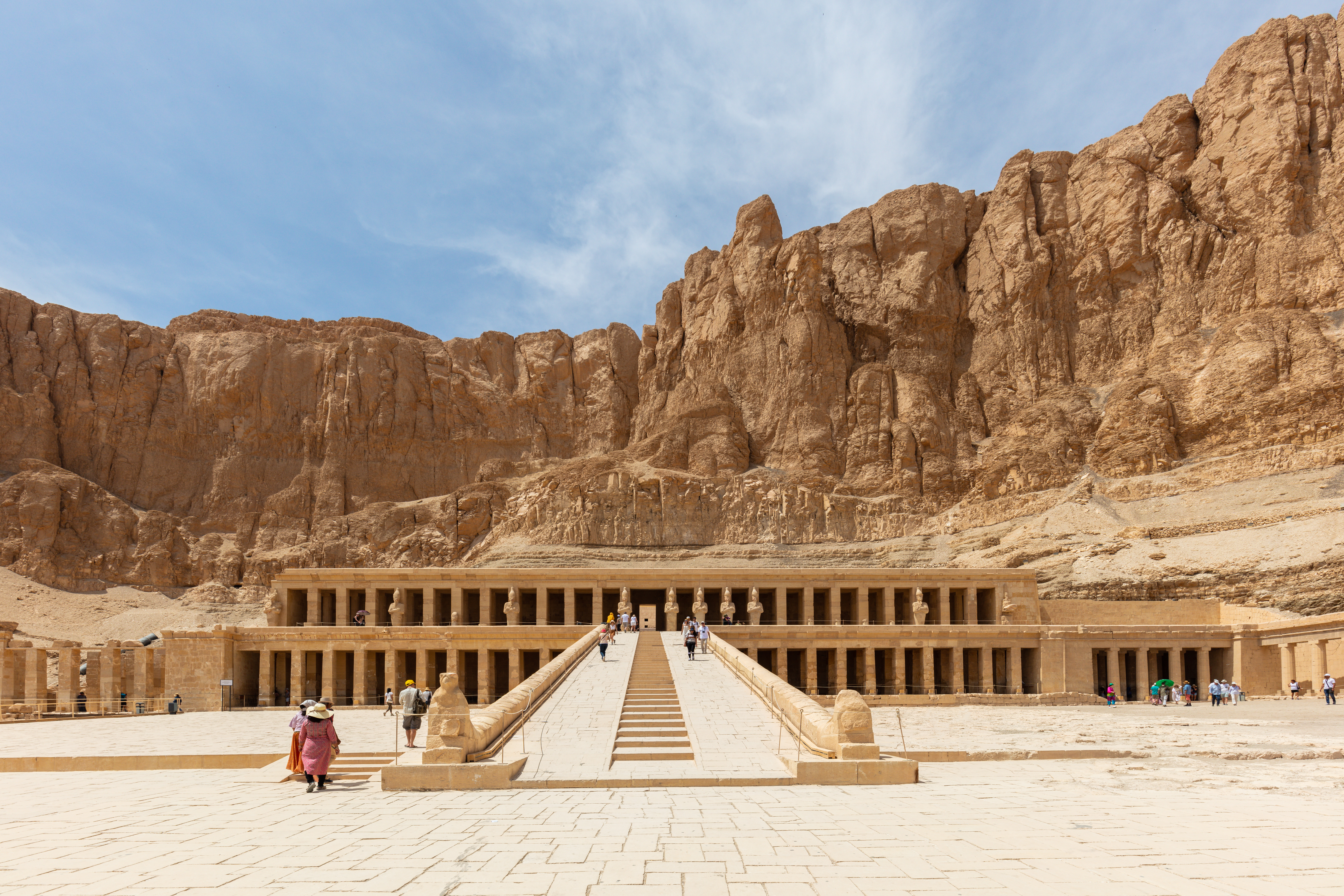
Frontansicht mit Felswand im Hintergrund

Im 19. Jahrhundert hatte Auguste Mariette hier erste Sondierungen durchgeführt, jedoch nicht dokumentiert. Erst Édouard Naville, der in Deir el-Bahri für den British Egypt Exploration Fund (EEF, ab 1919 EES) von 1893 bis 1897 und von 1903 bis 1906 arbeitete, räumte die ersten beiden Winter die abgestürzten Felsbrocken und das koptische Kloster, um an die unter dem Schutt von Jahrtausenden liegenden Tempelteile zu gelangen. Howard Carter, ebenfalls vom EEF beschäftigt, kopierte die Gemälde und Inschriften gemeinsam mit anderen Künstlern. Naville dokumentierte seine Arbeit ausführlich in sieben Bänden.

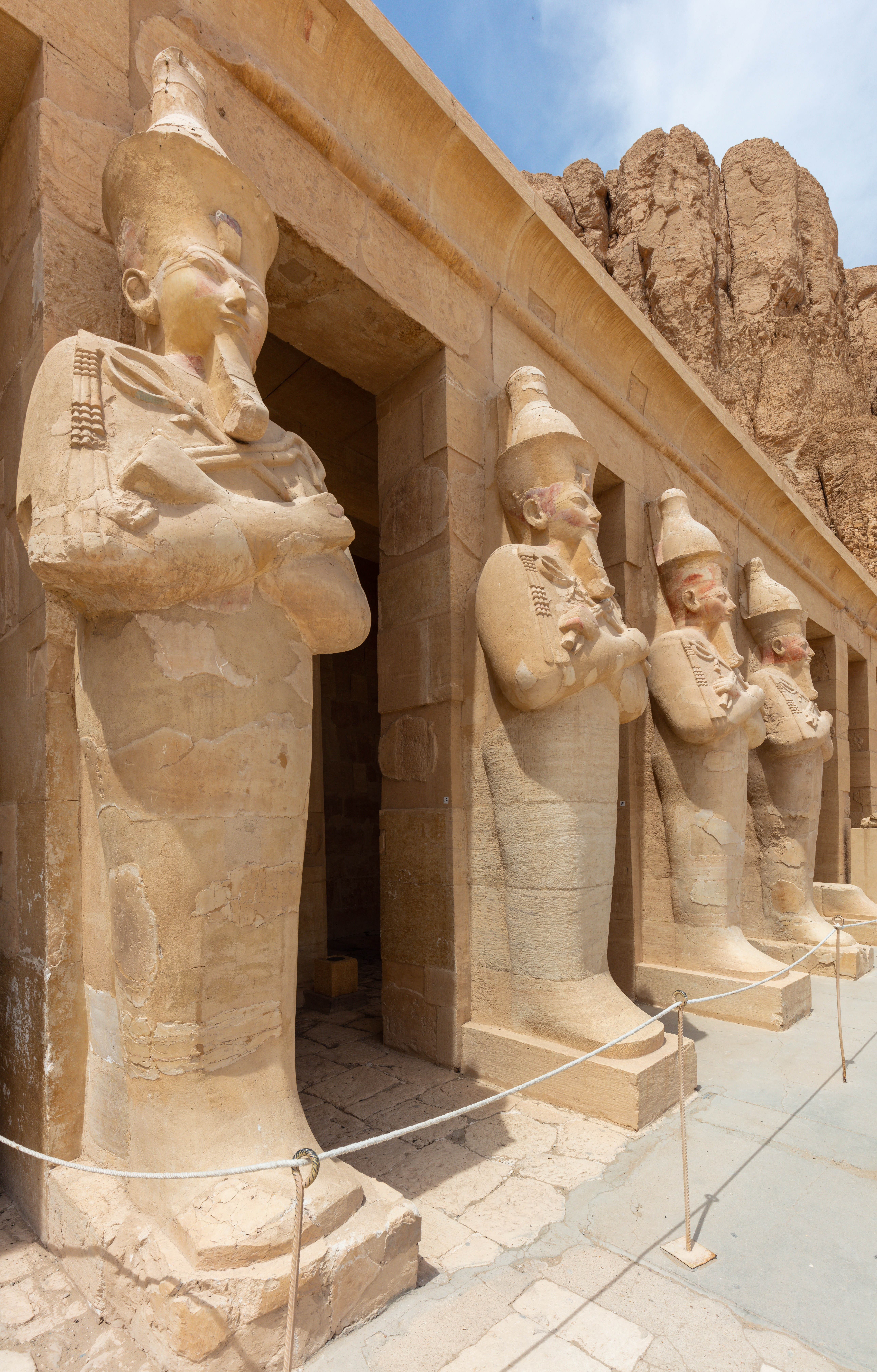
Osiris-Pfeiler der zweiten Terrasse

Spätere Ausgrabungen erfolgten zwischen 1911 und 1931 durch Herbert E. Winlock für das Metropolitan Museum of Art und Émile Baraize für den Egyptian Antiquities Service, dokumentiert in „Herbert Winlock: Excavations at Deir el Bahri: 1911–1931, 1942“.
Ein Teil der während der Damnatio memoriae vernichteten Statuenpfeiler wurden 1934 von einer Expedition des Metropolitan Museum of Art aus New York in einem nahegelegenen Steinbruch gefunden und rekonstruiert.
Zygmunt Wysocki und Janus Karkowski führten ab 1961 besonders Rekonstruktions- und Restaurierungsarbeiten durch für das Polish Centre of Mediterranean Archaeology der Universität Warschau in Zusammenarbeit mit dem Supreme Council of Antiquities.

### Attentat vom 17. November 1997
Bei einem Attentat auf dem Tempelgelände am 17. November 1997 wurden 62 Personen ermordet. Die meisten davon waren westliche Touristen, 36 von ihnen Schweizer sowie 4 Deutsche.

## Architektur

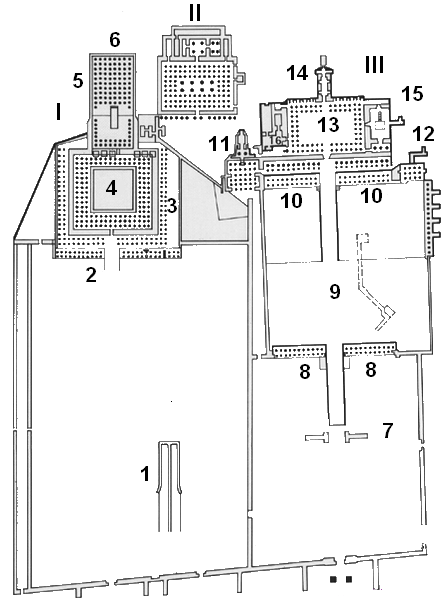
Tempelkarte von Deir el-Bahari
(I) Tempel des Mentuhotep II.
(1) Bab el-Hosan
(2) Vestibule indoors
(3) Terrasse mit Kolonnade
(4) Tumulus
(5) Hypostyl
(6) Sanktuarium
(II) Tempel des Thutmosis III.
(III) Tempel der Hatschepsut
(7) Hof
(8) Erster Portikus
(9) Erste Terrasse
(10) Zweiter Portikus
(11) Hathor-Kapelle
(12) Anubis-Kapelle
(13) Festhof der zweiten Terrasse
(14) Amun-Heiligtum
(15) Sonnentempel mit kleiner Anubis-Kapelle
(16) Heiligtum der Hatschepsut und des Thutmosis III.

Von der Tempelanlage führt die gerade ca. einen Kilometer lange Prozessionsstraße nach Osten zum Taltempel der Hatschepsut am Rand des Fruchtlandes. Vom Taltempel aus weiter zum Nil und auf der anderen Seite des Flusses weiter zum Tempel des Amun-Re in Karnak. Die Prozessionsstraße war ursprünglich auf beiden Seiten von Sphingen gesäumt. Die Sphingen waren aus Sandstein und stammten aus dem Steinbruch Dschabal as-Silsila.

### Portikus und Terrassen
Die eigenwillige Tempelarchitektur unterscheidet sich von den klassischen Tempeln, die aus 1. Pylon → Hof → 2. Pylon → Hof → Säulenhalle bestehen, dadurch, dass hier die klassischen Pylone durch Portikus (Pfeilerhallen) ersetzt wurden und die anschließenden Höfe sich in Terrassen nach oben anschließen und durch Rampen miteinander verbunden sind.
Von Osten her gelangt man über die ca. einen Kilometer lange Prozessionsstraße auf einen großen Hof, auf dessen Westseite sich der erste Portikus (Position 8 auf der Karte), eine Pfeilerhalle aus zwei Pfeilerreihen, befindet. Dieser ist nach Osten hin geöffnet und an beiden Seiten des Portikus steht je eine Kolossalstatue der Hatschepsut. Der erste Portikus besteht aus der Obeliskenhalle, links (südlich) von der Rampe. Sie trägt diesen Namen, weil in den Wanddarstellungen hauptsächlich die Produktion in Assuan, der Transport und das Aufstellen von zwei Obelisken im Karnak-Tempel dargestellt werden. Die rechte (nördliche) Halle wird als Jagdhalle bezeichnet, da überwiegend Jagdszenen von der Jagd auf Wasservögel und Fische dargestellt sind.

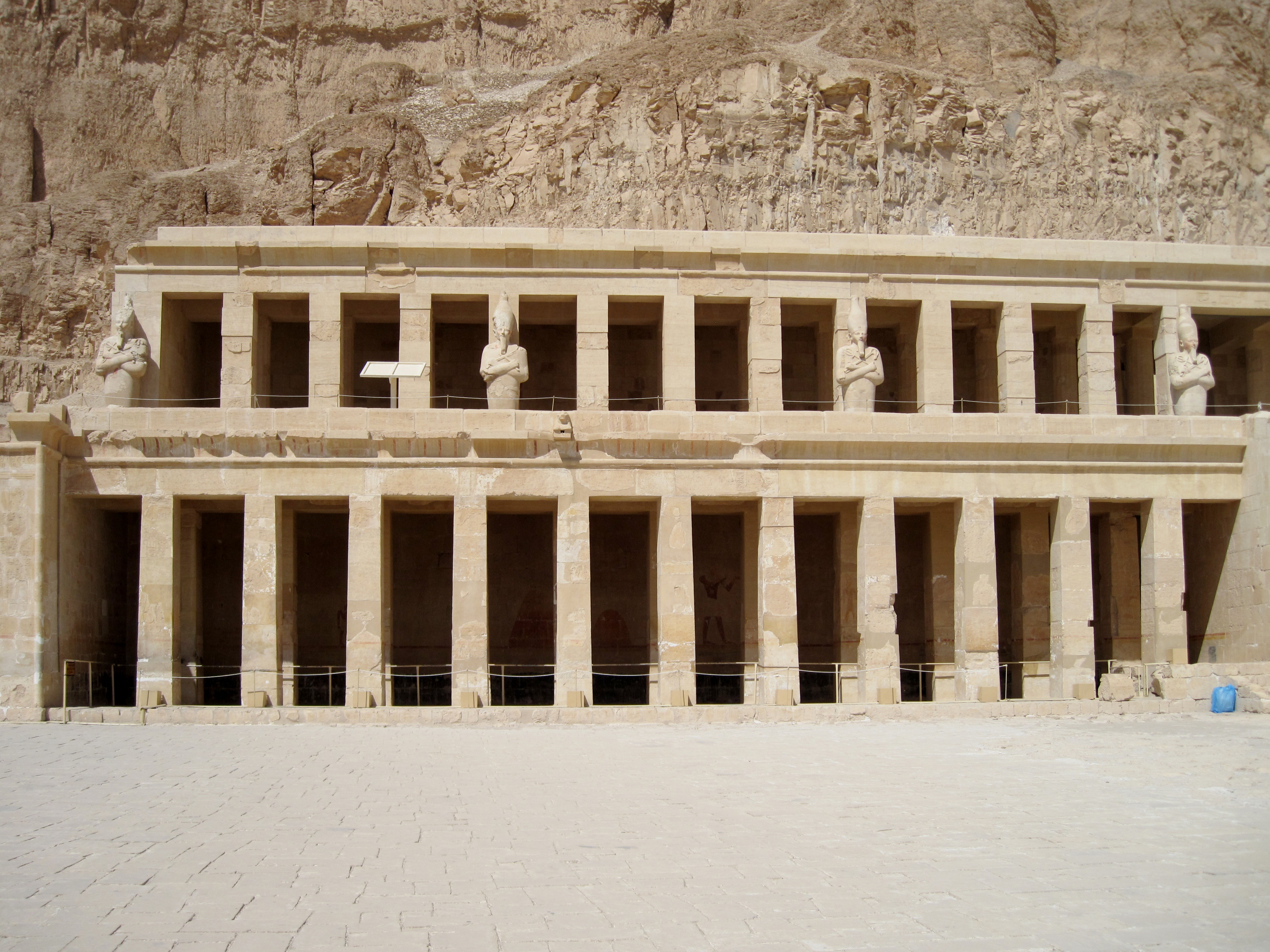
Laubengang von Punt

In der Mitte führt eine Rampe auf die erste Terrasse. Wieder auf der Westseite dieser Terrasse befindet sich der zweite Portikus (Position 10 auf der Karte), auch dieser ist nach Osten hin offen und es gibt auch hier in der Mitte eine Rampe auf die zweite Terrasse. Der zweite Portikus besteht linksseitig aus der Punthalle, in der die Wandmalereien eine Handelsexpedition nach Punt im neunten Regierungsjahr der Hatschepsut (entweder nach Helck: ca. 1459 v. Chr. oder nach Krauss: ca. 1471 v. Chr.) darstellen und rechts aus der Geburtshalle, in der die göttliche Geburt der Hatschepsut dargestellt ist. An die Punthalle schließt sich links die Hathor Kapelle (Position 11) und an die Geburtshalle rechts die Anubiskapelle (Position 12) an.
Die zweite Terrasse wird direkt von einem Portikus eröffnet, durch den man auf die Terrasse gelangt. An dessen Front befinden sich 26 Statuen der Hatschepsut, die zum Teil sehr gut erhalten sind. Die nördliche und die südliche Wand sind mit rituellen Läufen des Königs dekoriert. Die Westwand war unter Hatschepsut mit einem größeren Text dekoriert, der unter Thutmosis III. durch andere Reliefs ersetzt wurde.
Durch ein Granittor im dritten Portikus gelangt man auf die Terrasse. Vom zentralen Hof (Position 13) dieser Terrasse gelangt man geradeaus in das Hauptsanktuar des Amun-Re (Position 14), rechts in das Sonnenheiligtum (Position 15) und die südliche Kapelle des Amun-Re und links gelangt man zu den Kapellen der Hatschepsut und des Thutmosis I. (Position 16), zur nördlichen Kapelle des Amun-Re und in einen Raum mit Fenster, dessen Funktion nicht geklärt ist. Der zentrale Hof der zweiten Terrasse wird auch als Festhof bezeichnet. Die Wanddarstellungen zeigen die Prozession beim Talfest von Karnak bis zum Tempel. In den Wänden des Hofes gibt es verschiedene Nischen, in denen Statuen der Hatschepsut standen.

### Die Hathor-Kapelle

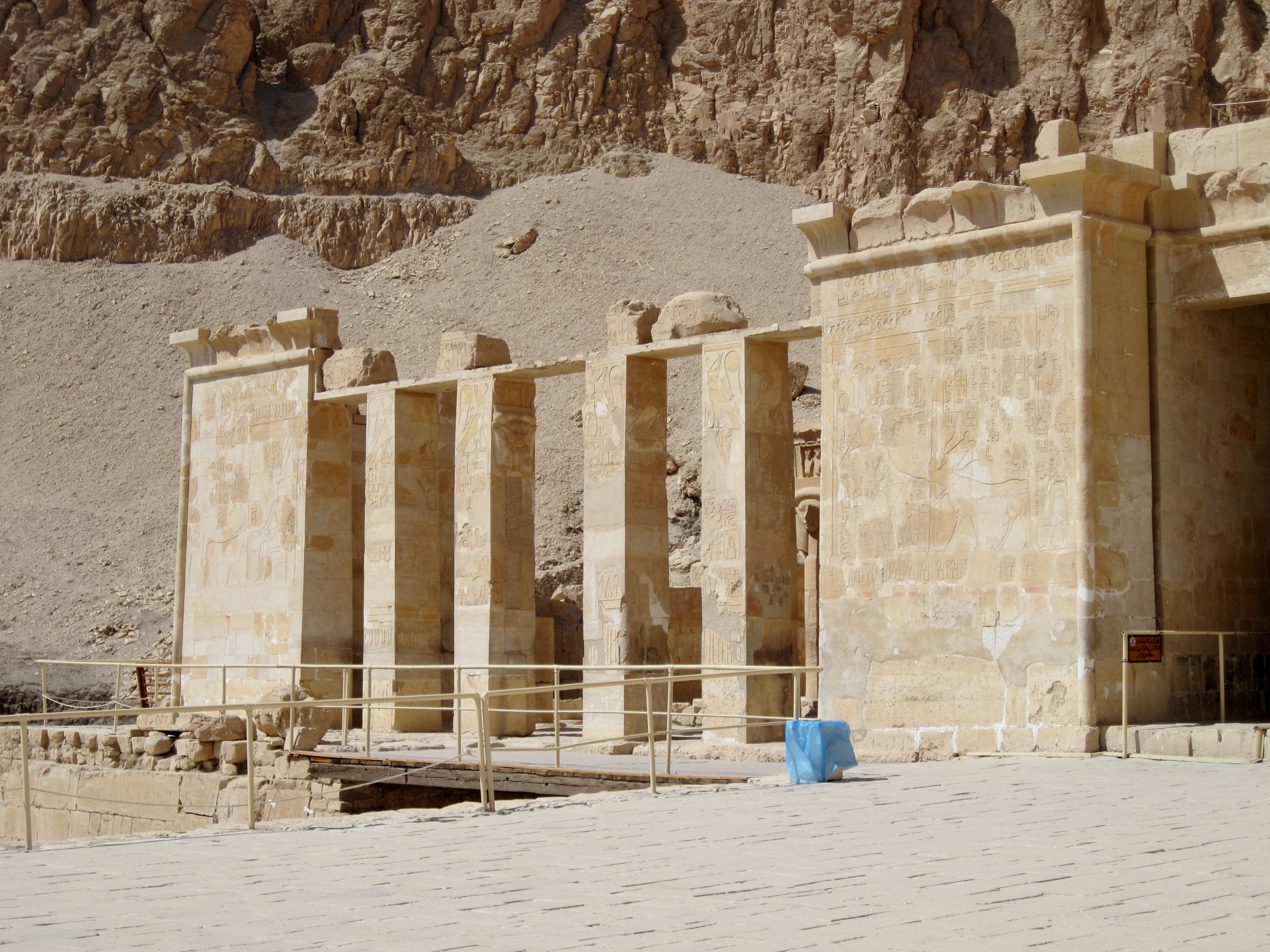
Fassade der Hathorkapelle

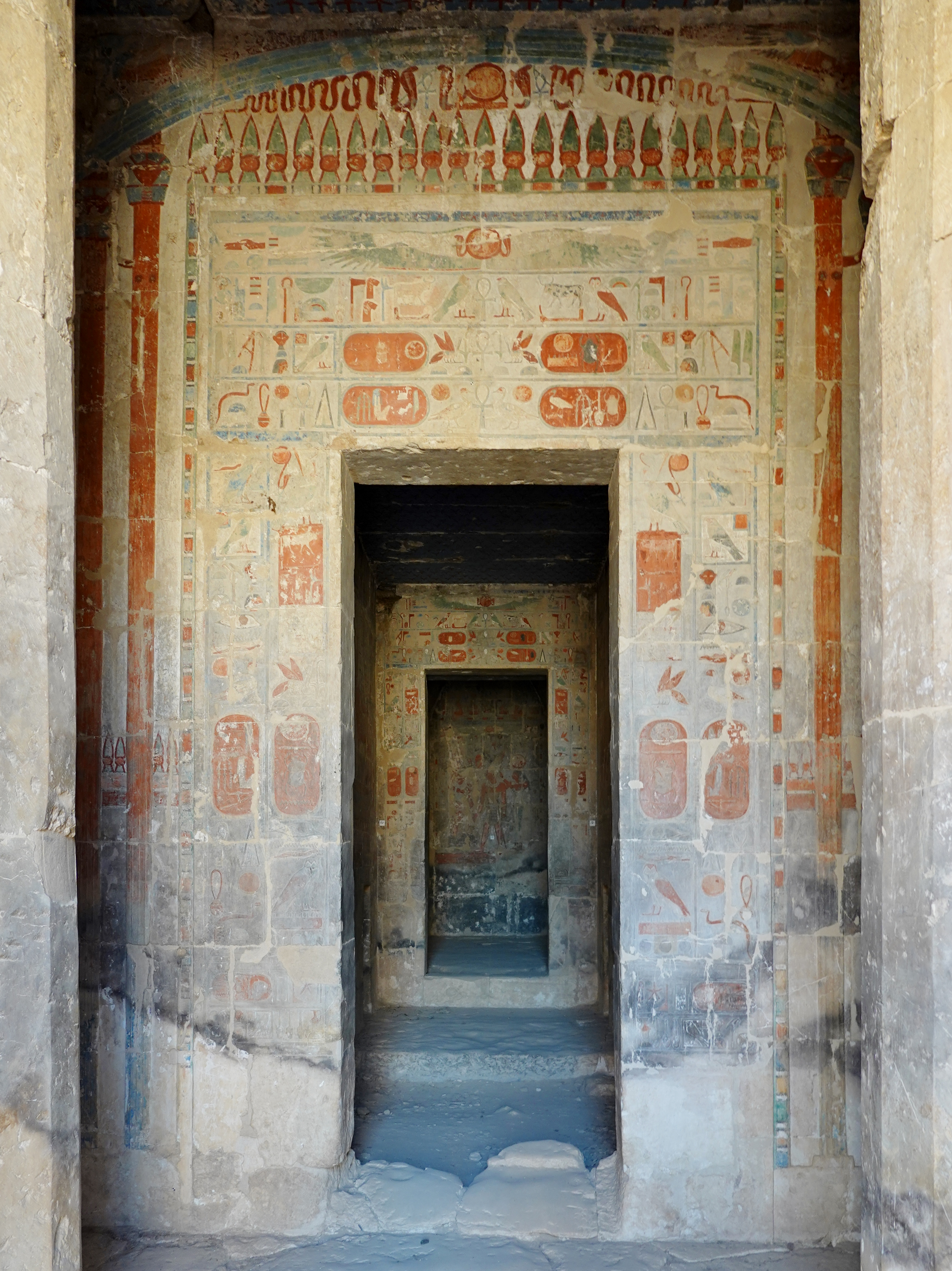
Türbogen des Hathor-Sanktuars

Links neben der Punthalle gibt es einen kleinen Portikus vor der Hathor-Kapelle. Die mittleren Säulen sind mit Hathor-Kapitellen geschmückt. Dieser Portikus öffnet sich innen in ein Vestibül, durch das man in die Säulenhalle der Kapelle gelangt. Die rechte Wand des Vestibüls zeigt eine Abbildung mit Hathor, dargestellt als Kuh. In der angrenzenden Säulenhalle ist die rechte Wand mit einer Darstellung einer Prozession von Soldaten mit ihren Booten geschmückt. Die Rückwand mit dem Eingang in ein weiteres Vestibül der Kapelle ist mit Darstellungen, auf denen die Hathor-Kuh der Hatschepsut die Hand leckt und mit rituellen Laufzenen, links der Vogellauf und rechts der Ruderlauf, geschmückt.
Im ersten Raum der Kapelle zeigt die Darstellung auf der linken Wand wie Weret Hekau ein Menit opfert. Auf der Wand gegenüber dem Eingang sieht man neben dem Durchgang zu den dahinterliegenden Räumen je eine Hathor-Standarte und auf dem Türsturz die königlichen Titel von Thutmosis II. und Thutmosis III. In den beiden oberen Zeilen wird das Tor als Tür der Hatschepsut (geändert in Thutmosis III.) bezeichnet. Auf den beiden horizontalen Spalten auf beiden Seiten der Türe steht, dass Hatchepsut (geändert in Thutmosis III.) den Tempel für ihre Mutter Hathor, Oberste von Theben, gebaut hat (Bild). Auf der linken Wand ist Königin Hatschepsut vor der Göttin Hathor und auf der Eingangswand (geändert in Thutmosis III.) beim Ballspiel vor der Göttin zu sehen. Im nächsten Raum gibt es vier Nischen. Dahinter liegt noch ein kleiner Raum mit einer Darstellung, auf der Hatschepsut (geändert in Thutmosis III.) vor Amun von Hathor umarmt wird. In einem kleinen Nebenraum auf der linken Seite befindet sich ein Bildnis von Senenmut.

### Die Anubis-Kapelle

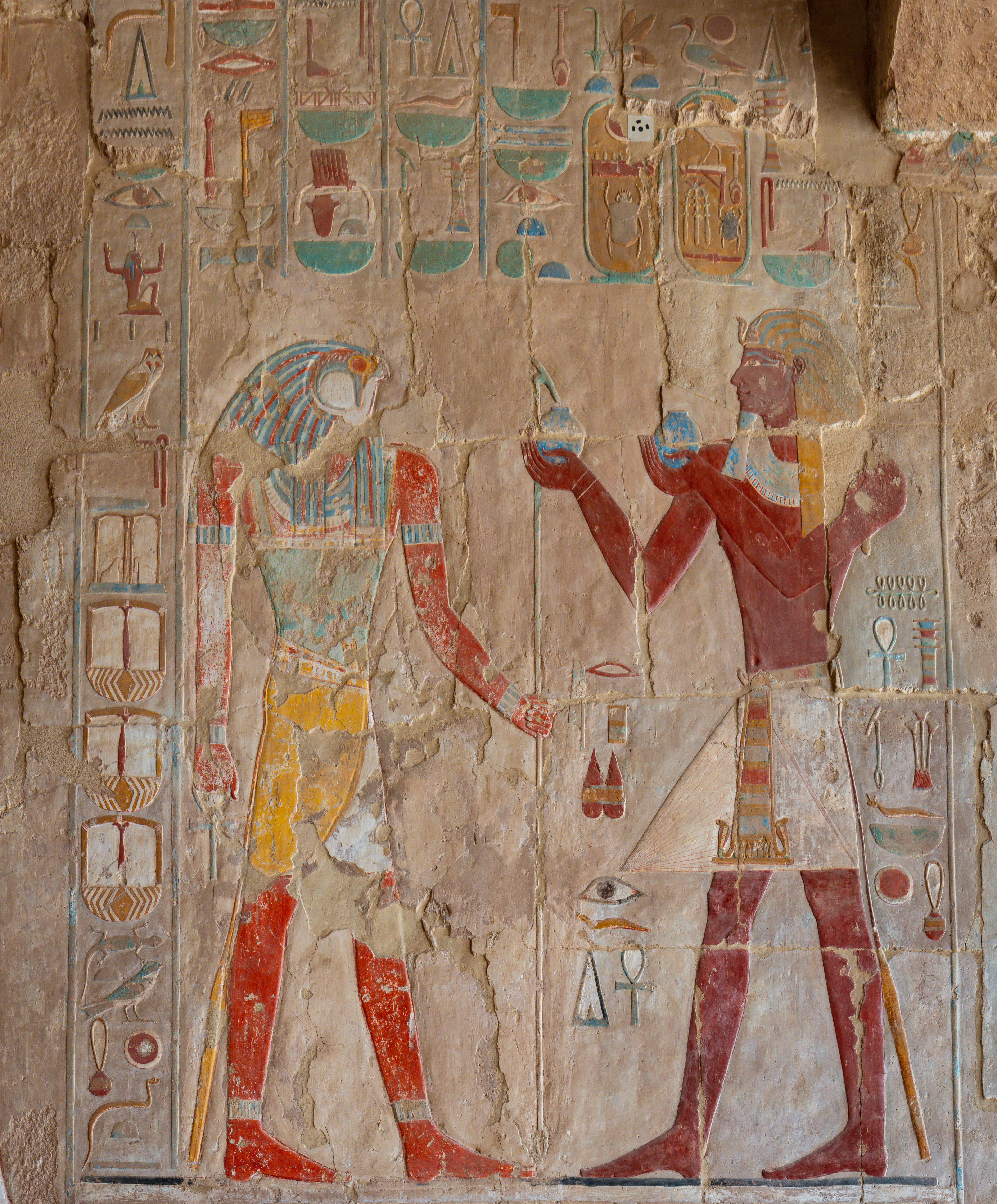
Sokar und Thutmosis III. im Hatschepsut-Tempel

Hinter dem Portikus der Anubiskapelle liegt das eigentliche Sanktuar. Der Portikus enthält 12 Säulen. An der rechten Seitenwand waren Anubis und Hatschepsut dargestellt, diese Darstellung wurde aber zerstört. Weiter hinten auf der rechten Wand gibt es Darstellungen von Osiris, Re-Harachte, Nechbet und Hatschepsut. Auf der der offenen Seite des Portikus gegenüberliegenden Wand ist links neben dem Durchgang in den nächsten Raum eine Opferungs-Szene dargestellt, in der Amun Opfer dargebracht werden. Rechts neben dem Durchgang ist eine Opferungs-Szene dargestellt, in der Anubis Opfer dargebracht werden. Der Portikus hat rechts und links je eine Nische. Die rechte Nische ist mit einer Darstellung des Sokar und des Thutmosis III (Bild). geschmückt. Vom Portikus aus geht es in einen kleinen länglichen Raum, an dessen Ende geht es rechts in einen ebenso länglichen Raum, der hinten links eine Nische hat.
Eine weitere dem Anubis geweihte Kapelle befindet sich nördlich des Sonnenheiligtums und ist durch dieses zu erreichen. Es ist eine kleine Kapelle mit wenig Wandschmuck.

### Sonnenheiligtum

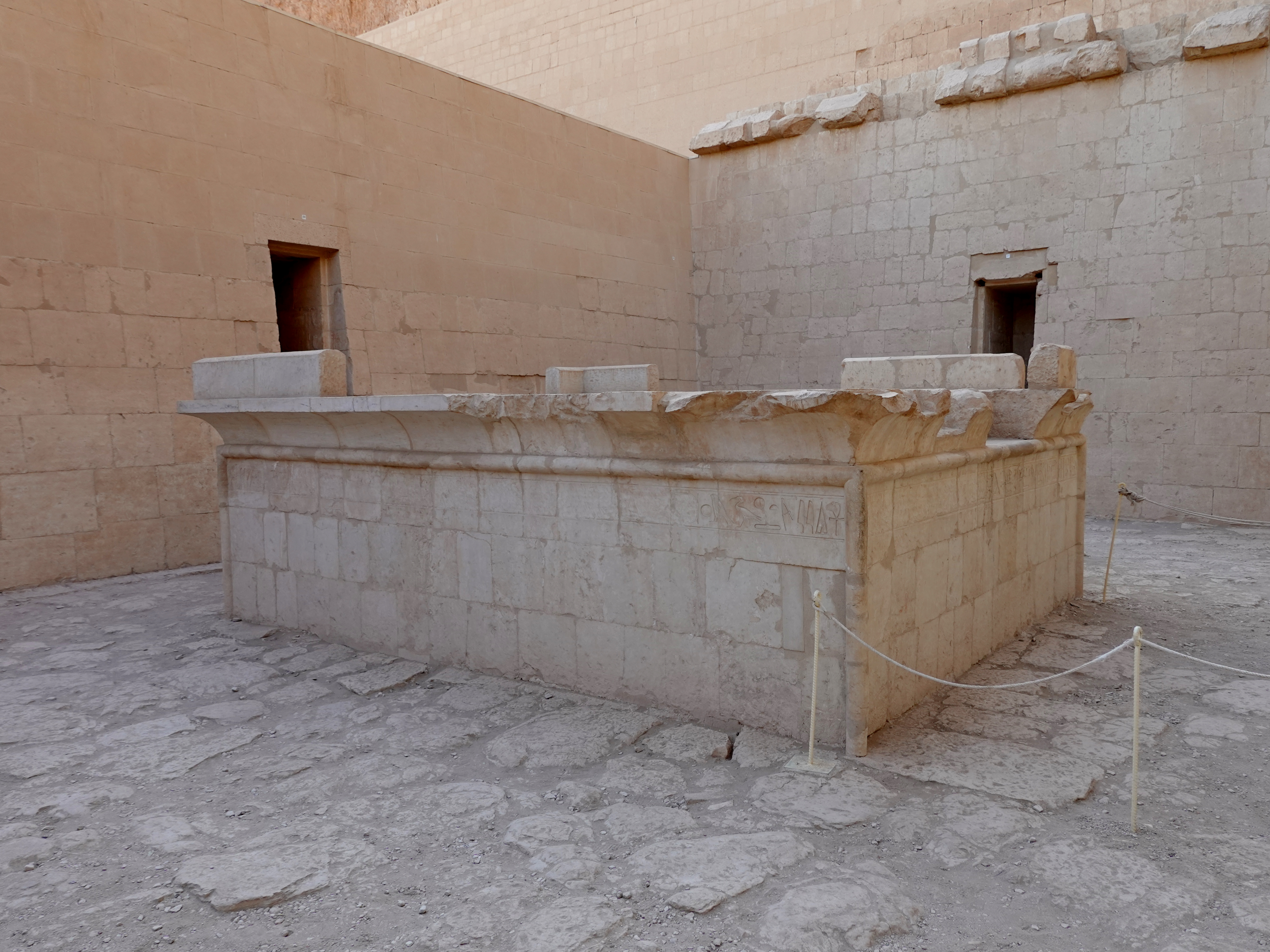
Altar des Sonnenheiligtums

Das Sonnenheiligtum besteht aus einem offenen Hof und einem großen Sonnenaltar, der über eine Treppe begehbar ist. Durch ein Vestibül gelangt man von der dritten Terrasse in den Hof des Sonnenheiligtums. Die Wände des Sonnenheiligtums waren nicht dekoriert. Auf den Wänden des Vestibüls ist die Nachtfahrt der Sonne von Sonnenuntergang bis Sonnenaufgang dargestellt.

### Kapelle der Hatschepsut und des Thutmosis I.
Das Sanktuar der Hatschepsut ist neben der Hauptkapelle des Amun das größte Sanktuar im Tempel. An der dem Eingang gegenüberliegenden Seite befindet sich eine Scheintür aus Granit. Eine Gewölbedecke bildet das Dach. Von der ursprünglichen reichen Dekoration ist fast nichts mehr erhalten.
Durch das Vestibül, durch das man in das Sanktuar der Hatschepsut gelangt, gelangt man auch in das Sanktuar des Thutmosis I., auch hier ist kaum Dekoration erhalten.

### Kapellen des Amun-Re

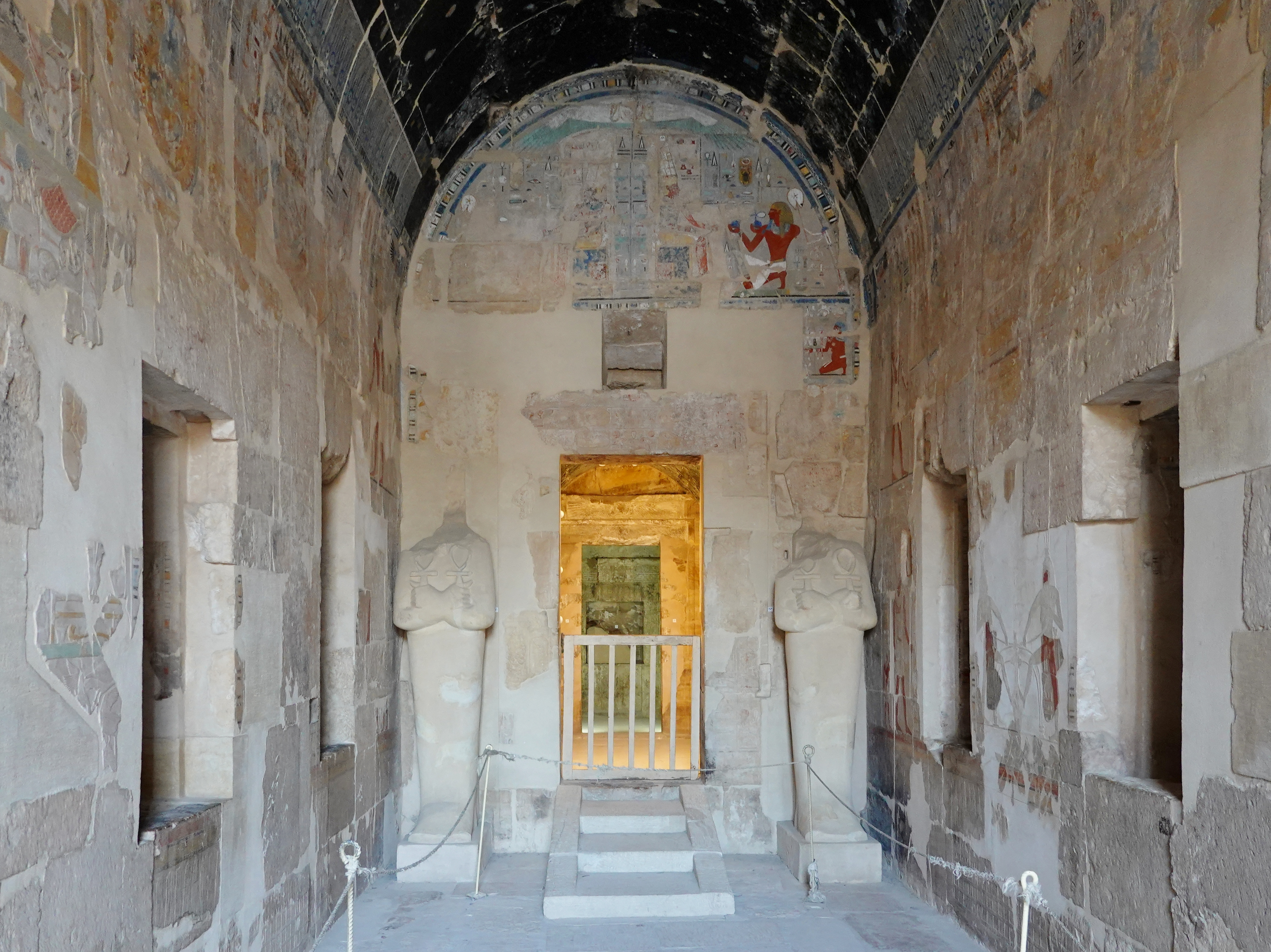
Heiligtum des Amun-Re

Durch ein großes Tor aus Granit kommt man in den ersten Raum des Amun-Re Sanktuars. In diesem Raum der Hauptkapelle stehen zwei Statuen der Hatschepsut, leider fehlen ihnen die Köpfe, zwei weitere Statuen sind zwar belegt, aber nicht erhalten. Durch die hintere Tür des Raumes gelangt man in die anderen Räume des Sanktuars. Zur Zeit der Hatschepsut endete in diesem Raum der Prozessionszug des Talfestes. Der Raum wird von einer Gewölbedecke überdacht und hat vier Nischen. Über beiden Türen gibt es ein kleines Fenster, durch welches früher die Sonnenstrahlen in das Heiligtum schienen und so die Statue des Amun-Re anstrahlten.
Die nördliche Kapelle des Amun-Re besteht aus einem kleinen, länglichen Raum. Die Rückwand zeigt eine Wanddarstellung des Amun-Re in Umarmung mit Thutmosis II. Auf den Seitenwänden sind Opferungs-Szenen dargestellt.
Die südliche Kapelle des Amun-Re besteht aus einem kleinen und fast quadratischen Raum, an den Wänden sind Opferungs-Szenen erhalten geblieben.

### Allgemeiner Überblick
- Édouard Naville: The Temple of Deir el Bahari. (7 Bände); Band III, Egypt Exploration Fund, K. Paul/ Trench/ Trubner, London 1898; Band IV, London 1901.
- Dieter Arnold: Die Tempel Ägyptens. Artemis & Winkler, Zürich 1992, ISBN 3-86047-215-1, S. 134–138.
- Wolfgang Helck: Kleines Lexikon der Ägyptologie. Harrassowitz, Wiesbaden 1999, ISBN 3-447-04027-0, (Deir el-Bahari S. 65–66, Hatchepsut S. 119, Senenmut S. 275–276).
- Rosanna Pirelli: Deir el-Bahri, Hatshepsut temple. In: Kathryn A. Bard (Hrsg.): Encyclopedia of the Archaeology of Ancient Egypt. Routledge, London 1999, ISBN 0-415-18589-0, S. 234–237.
- Dieter Arnold: Lexikon der ägyptischen Baukunst. Albatros, Düsseldorf 2000, ISBN 3-491-96001-0, S. 98–99.
- Kent R. Weeks, Araldo de Luca: Im Tal der Könige: Von Grabkunst und Totenkult der ägyptischen Herrscher. Weltbild, Augsburg 2001, ISBN 3-8289-0586-2, S. 66–75.

### Detailfragen
- Jens D. C. Lieblein: Die Inschriften des Tempels von Dêr-el-bahri. In: Heinrich Brugsch, Ludwig Stern (Hrsg.): Zeitschrift für Ägyptische Sprache und Alterthumskunde. Dreiundzwanzigster Jahrgang. Hinrichs’sche Buchhandlung, Leipzig 1885, S. 127–132 (Digitalisat [abgerufen am 11. April 2016]).
- Herbert E. Winlock: Excavations at Deir el Bahri: 1911–1931. Macmillan, New York NY 1942.
- Rainer Stadelmann: Tempelpalast und Erscheinungsfenster in den thebanischen Totentempeln. In: Mitteilungen des Deutschen Archäologischen Instituts, Abteilung Kairo. (MDAIK) Band 29, von Zabern, Mainz 1973.
- Peter F. Dormann: The Monuments of Senenmut. London / New York 1988, ISBN 0-7103-0317-3.
- Zygmunt Wysocki: The Temple of Queen Hatshepsut at Deir el-Bahari: The Raising of the Structure in View of Architectural Studies. In: MDAIK. Band 48, von Zabern, Mainz 1992, ISBN 3-8053-1294-6, S. 233–254.

### Phoibammon-Kloster
- Włodzimierz Godlewski: The monastère de St. Phoibammon (=Deir El-Bahari / Centre d'Archéologie Méditerranéenne de l'Académie Polonaise des Sciences et Centre Polonais d’Archéologie Méditerranéenne dans la République Arabe d'Égypte au Caire. Band 5). Édition Scientifique de Pologne, Warschau 1986.
- Bibliographie: Deir el-Bahari.